# 8214 Mirellalilli
8214 Mirellalilli là một tiểu hành tinh vành đai chính với chu kỳ quỹ đạo là 1566.1235640 ngày (4.29 năm).

## The Discovery
Nó được phát hiện ngày 29 tháng 3 năm 1995.